# Ацис і Галатея
Аци́с і Галате́я (дав.-гр. Ἄκις και Γαλάτεια) — давньогрецький міфологічний сюжет, розроблений у «Метаморфозах» Овідія; історія кохання Ациса і німфи Галатеї. Історія цих міфологічних персонажів стала предметом для багатьох творів: віршів, опер, картин і скульптур.

## Міфологія
Галатея, дочка Нерея і Доріди, була морською німфою, згадуваною ще у творах Гомера і Гесіода, де вона описується як найпрекрасніша і найулюбленіша з 50 Нереїд. Овідій у своїх «Метаморфозах» представляє її як кохану Ациса, сина Фавна і наяди Сімети, дочки річки Сімето. Коли ревнивий суперник Ациса — сицилійський циклоп Поліфем, убив його каменем, Галатея перетворила кров коханого на сицилійську річку Ячі, духом якої він став. Ця версія міфу не зустрічається ніде раніше, окрім як у творчості Овідія. Але, на думку грецького вченого Афінея, цю історію вперше вигадав давньогрецький поет Філоксен як політичну сатиру проти сицилійського тирана Діонісія Старшого із Сіракуз, чия кохана наложниця Галатея поділилася своїм ім'ям із німфою. Частина мистецтвознавців вважають, що цю історію вигадали, щоб пояснити наявність святилища, присвяченого Галатеї на горі Етна.